# Wittlekofen
Wittlekofen ist ein Stadtteil der baden-württembergischen Stadt Bonndorf im Schwarzwald im Landkreis Waldshut.

## Geografie
Wittlekofen liegt auf einer Anhöhe zwischen dem Steinatal und dem Ehrenbachtal.

## Geschichte
Der Name leitet sich wohl ab von Hof des Witilinc. Die älteste urkundlichen Erwähnungen erfolgten um 1100 mit Wolfganch de Witilinchoven, um 1102 mit Bertoldus de Witilinchoven sowie Geroldus und Bertholdus de Witilinchoven (1102), durch das Kloster Allerheiligen, Geroldus de Wittelinchoven wird um 1111 bzw. 1112 im Rotulus Sanpetrinus genannt. 1246 wird erstmals ein Plebanus erwähnt.
Der Ort gehörte zunächst den Herren von Roggenbach, Ministeriale der Zähringer. Im 13. Jahrhundert übernahmen die Herren von Krenkingen die Herrschaft. 1482 verkauften sie an die Grafen von Lupfen. 1582 kam Wittlekofen an die Herren von Mörsperg, die es 1602 an das Kloster St. Blasien verkauften und der Ort damit Teil der Reichsherrschaft Bonndorf wurde. Mit der Auflösung des Klosters St. Blasien in der Säkularisation kam Wittlekofen zum Großherzogtum Baden und wurde eine selbständige Gemeinde. Am 1. August 1973 wurde Wittlekofen in die Stadt Bonndorf im Schwarzwald eingegliedert.

## Religion und Kirche

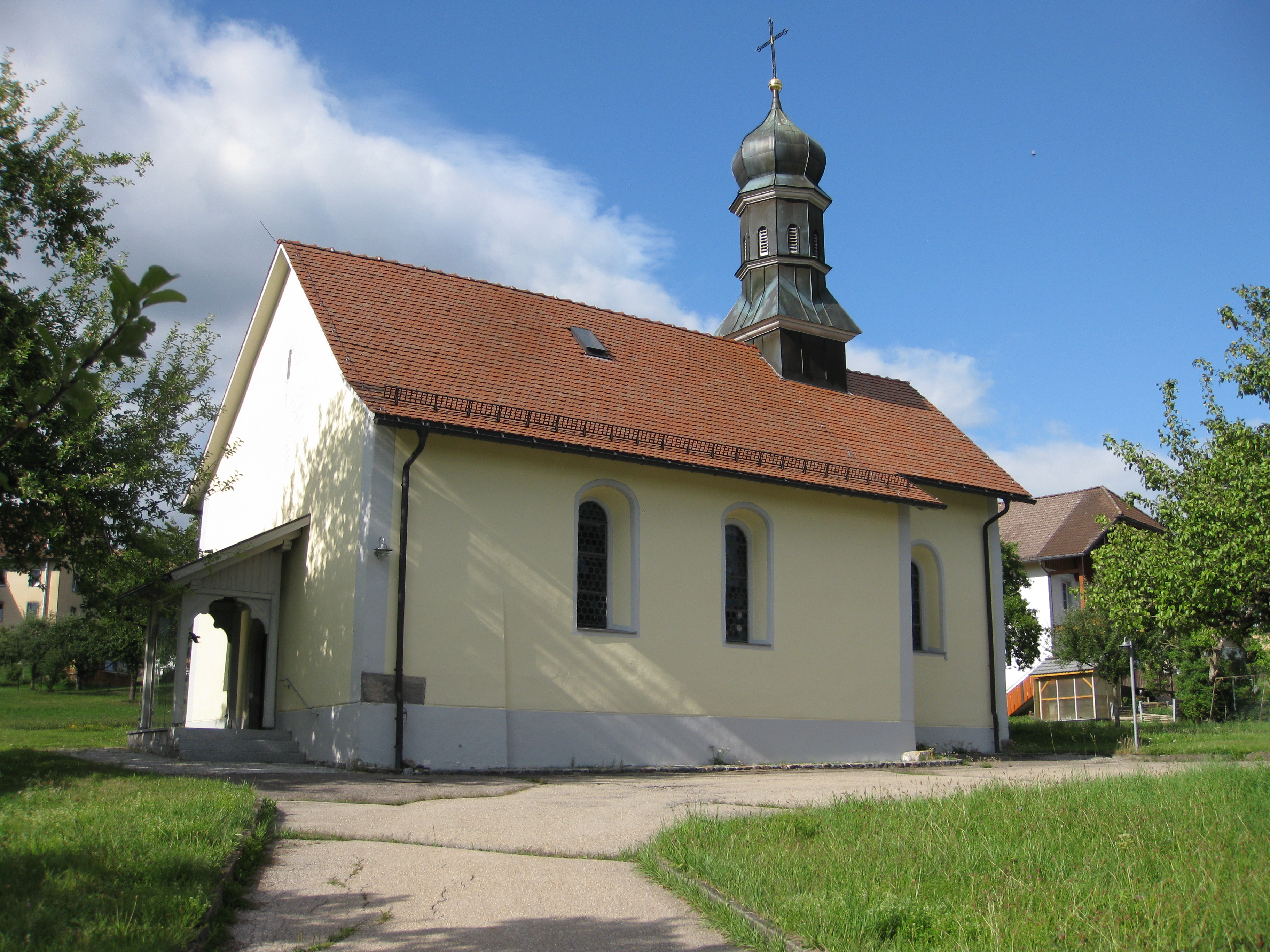
Kapelle St. Nikolaus in Wittlekofen

In den Jahren 1360 und 1370 wird erstmals eine Dorfkapelle zusammen mit einer Schlosskapelle auf der Burg Steinegg, welche als Filiale zur Pfarrei Vermatingen, dem heutigen Bettmaringen gehört, erwähnt. 1592 wird ein Kirchlein in Wittlekofen konsekriert. Die Kapelle ist dem Heiligen Nikolaus geweiht. Im Jahre 1766 erhielt die Kapelle einen barocken Dachreiter. Der Glöcknerdienst wurde bis 1839 im „Kehrweg“ versehen, dies heißt, dass jeder Bürger zeitweise zum tägliche Läuten verpflichtet wurde. Ursprünglich war der Friedhof um die Kapelle angeordnet. Als die Gemeinde an das Großherzogtum Baden kam, schloss man diesen und errichtete am Ortsrand einen neuen Friedhof. Wittlekofen gehörte die ganze Zeit als Filialgemeinde zur Pfarrei Bettmaringen. Erst mit der Gründung der Seelsorgeeinheit Bonndorf-Wutach kam Wittlekofen auch kirchlich zu Bonndorf.

## Kultur und Sehenswürdigkeiten
Unweit von Wittlekofen, im Steinatal, stehen die Ruinen der Burg Steinegg und der Burg Roggenbach.

## Persönlichkeiten
- Ambrosius Eichhorn (1758–1820), Benediktiner, Lehrer, Historiker, Priester und Schriftsteller.